# Beverley Kinchová
Beverley Kinchová (* 14. ledna 1964) je bývalá britská atletka, sprinterka a dálkařka.

## Sportovní kariéra
V 19 letech obsadila páté místo v soutěži dálkařek na mistrovství světa v Helsinkách v roce 1983. O rok později se stala halovou mistryní Evropy v běhu na 60 metrů. Startovala také na olympiádě v Soulu v roce 1988, jako členka britské sprinterské štafety skončila v semifinále. Úspěšnější byla na evropském šampionátu v roce 1990 ve Splitu. Zde spolu se svými kolegyněmi vybojovala bronzovou medaili ve štafetě na 4 × 100 metrů.